# Горільська Лілія Миколаївна
Лі́лія Микола́ївна Горі́льська (* 1988) — українська гандболістка. Членкиня національної збірної України з гандболу.

## З життєпису
Народилась 1988 року в місті Кривий Ріг. Гандболом почала займатися в старших класах — почали викликати до юніорської збірної. Далі стала виступати за дорослу національну збірну.
Клубна хронологія
- 2008—2010 роки ГК «Смарт»
- 2010—2011 роки ГК «Спарта»
- 2011 — «Дунареа Браїла»
- 2011—2012 — «Астраханочка»
- 2012—2014 — «ЖРК Заєчар»
- 2014—2016 — «Debreceni VSC»
- 2016—2018 — «МТК Будапешт»
- 2018—2019 — «OGC Nice Côte d'Azur Handball»
- 2019—2022 — «Szombathelyi KKA»
- 2022 — «Мойра-Будаерш»